# Cochleariocera neusae
Cochleariocera neusae là một loài ruồi trong họ Asilidae. Cochleariocera neusae được Artigas & Papavero miêu tả năm 1997. Loài này phân bố ở vùng Tân nhiệt đới.